# Mișu Dulgheru
Mihail (Mișu) Dulgheru (n. Moise Dulberger n. 16 ianuarie 1909, Tecuci, Tecuci, România – d. 11 aprilie 2002, Toronto, Canada  a fost un colonel român de Securitate, de origine evreiască, decedat la Toronto, Canada.

## Biografie
Mihail Dulgheru s-a născut la 16 ianuarie 1909 în orașul Tecuci, numele său la naștere fiind Moise Dulberger. Părinții, Sache și Olga Dulbergher, erau comercianți. A absolvit un liceu comercial în München, Germania.
În 1927 era funcționar la „Banque de Belgique pour l´Étranger”, apoi a lucrat în contabilitate la firma unui unchi, comerciant de cereale. După serviciul militar într-o unitate de cavalerie, a ajuns la București, unde a lucrat, întâi la magazinul unui văr, apoi ca magazioner la fabrica de mătase Royal. În 1938 s-a căsătorit cu o contabilă, Liza Marcusohn și, în același an, și-a pierdut locul de muncă în fabrică, probabil din cauza noii legislații antievreiești introduse de guvernul Goga-Cuza.
În anii 1938-1939 cuplul a trăit din vânzarea de prosoape și apoi dintr-un mic atelier de confecții de lenjerie bărbătească. În 1940, soții Dulberger au primit posturi la Agenția comercială a URSS din București: ea ca secretară dactilografă, el ca șofer. La izbucnirea războiului împotriva URSS (22 iunie 1941), amândoi au fost arestați și internați în Lagărul de la Târgu Jiu.
În 1944 și 1945 Dulberger a făcut parte Biroul Auxiliar al Formațiunilor de Luptă Patriotică.
La 6 martie 1945, susținut de Vanea Dudenko (Ion Vidrașcu), militant comunist de frunte pe care îl cunoscuse în lagăr și care devenise unul dintre conducătorii serviciilor secrete ale PCR, Dulberger a fost angajat ca inspector al Siguranței Statului (Corpul Detectivilor) și și-a românizat numele: Dulgheru.
În 1946 Mișu Dulgheru era inspector la Direcția Generală a Poliției, delegat cu coordonarea lucrărilor și cercetărilor organizațiilor subversive Haiducii lui Avram Iancu - Divizia Sumanelor Negre, Grupul Înarmat Sinaia, Mișcarea Națională de Rezistență, Graiul Sângelui. Într-un raport din septembrie 1946 el aprecia că Mișcarea Națională de Rezistență (M.N.R.) este o organizație care a încercat, și în parte a reușit, să polarizeze în jurul ei toate mișcările subversive din țară.
În 1947 a făcut parte din comisia de repatrieri din Germania.
După crearea Direcției Generale a Securității Poporului, în anul 1948 a devenit colonel și timp de 4 ani, din 1948 până în 1952, a fost șeful Direcției a V-a de Anchete (Cercetări Penale) și șeful de cabinet al ministrului de interne, Teohari Georgescu. A activat și ceva mai devreme înființata Brigadă Mobilă de pe lângă Direcția Generală a Poliției, care s-a ocupat cu deportarea sașilor și șvabilor în URSS, reprimarea grupurilor înarmate antisovietice, trierea repatriaților, în care poziție, împreună cu generalul Alexandru Nicolschi, a deportat zeci de mii de persoane în colonii de muncă forțată.
În paralel cu activitatea din cadrul Securității, Mișu Dulgheru deținea și funcția de membru al Direcției Organizatorice a CC al PMR (1949-1952).
Împreună cu Francisc Butyka (1920 - 1997)a fost pus de partidul comunist și de consilierii sovietici să conducă anchetarea lui Lucrețiu Pătrășcanu, care ulterior a fost condamnat la moarte și executat în aprilie 1954, și a celorlalți din deținuții din "lotul Pătrășcanu", a participat la ancheta și pregătirea proceselor deținuților din lotul așa-zisei „mari finanțe”, anchetarea pastorului de origine evreiască Richard Wurmbrand etc. A mai fost implicat în pregătirea procesului Canalului.
Din cauza eleganței vestimentare și a obiectelor de lux din biroul său și, fiindcă se înconjura de consilieri „cu carte” (foști avocați), Dulgheru era poreclit de subalterni "Împăratul". 
După mărturiile unor persoane anchetate, Dulgheru a ieșit în evidență în anchete prin violența fizică față de deținuți.
La 16 octombrie 1952 a fost destituit împreună cu șeful său, ministrul Teohari Georgescu, și arestat, împreună cu alți ofițeri, ca membri ai „grupului antipartinic de dreapta Ana Pauker-Vasile Luca-Teohari Georgescu”, pentru “activitate dușmănoasă” desfășurată în cadrul organelor Securității Statului. După arestarea lui Dulgheru, Butyka a fost avansat în locul său. După o "anchetă" care a durat doi ani, și în cursul căreia i s-au spart dinții, în februarie 1955,, Dulgheru a fost eliberat din arest, îndepărtat din ministerul de interne și degradat la gradul de soldat. La un proces din 1955 a fost condamnat la doi an închisoare pentru neglijență.
A fost angajat la întreprinderea „Foarfeci și Bricege”, „Metalo Globus”, ICAB, în calitate de conducător al unei gospodării de canalizare.
În 1967 și 1968, Securitatea l-a anchetat, se pare pentru ultima oară, în legătură cu activitatea ca anchetator, în special în procesul intentat lotului Pătrășcanu și în procesul Canalului.
La începutul anilor '80, fostul colonel Dulgheru și familia sa au emigrat în Israel,, unde se stabilise una dintre fiicele sale. Ulterior, a emigrat în Canada, unde locuia cealaltă fiică.

## Alte opinii
După unii, el ar fi fost reabilitat în anul 1965, i s-au cerut scuze și i s-a restituit gradul.